# Aeverrillia setigera
Aeverrillia setigera is een mosdiertjessoort uit de familie van de Aeverrilliidae. De wetenschappelijke naam van de soort is, als Buskia setigera, voor het eerst geldig gepubliceerd in 1887 door Hincks.